# ГосНИИР
ГосНИИР (Государственный научно-исследовательский институт реставрации) — российская реставрационная организация. Специализируется на реставрации произведений искусства. Адрес: Москва, ул. Гастелло, 44, стр 1.

## История
Основан в 1957 году, как Всесоюзная центральная научно-исследовательская лаборатория по консервации и реставрации музейных ценностей (ВЦНИЛКР). В конце 1970-х учреждение превращено во ВНИИР (Всесоюзный научно-исследовательский институт реставрации).
В 1970-х коллективом созданы два первых в стране учебных пособия для подготовки кадров реставраторов в художественных училищах и вузах: «Основы музейной консервации и исследования произведений станковой живописи» и «Реставрация станковой масляной живописи». ГосНИИР — первое советское учреждение, перед которым была поставлена комплексная задача разработки методов реставрации, создание и внедрение реставрационных материалов.
Среди отреставрированных памятников: иконы XV в. из иконостаса Успенского собора Кирилло-Белозерского монастыря; полихромная скульптура и живопись западно-европейских алтарей XV в. Б.Нотке и Х.Роде из Таллина; древнейшие рукописи (например, «Изборник Святослава»); произведения станковой масляной живописи таких выдающихся мастеров, как Рокотов, Левицкий, Татлин, Кранах; монументальная живопись древнерусских соборов во Владимире, Суздале, Ярославле, Ростове Великом, Сольвычегодске, Великом Устюге; росписи по ганчу Магдебургских бронзовых врат Софийского собора в Новгороде.